# 艦隊の反乱
艦隊の反乱（スペイン語: Sublevación de la Escuadra）は、1931年にチリ共和国で発生した反乱である。1931年8月31日、チリ海軍の一部がマヌエル・トゥルッコ副大統領率いる共和国政府への不満を理由に蜂起した。

## 背景
1931年、チリ政府は財政破綻を迎えた。その影響により1931年7月26日にはカルロス・イバニェス・デル・カンポ大統領が辞職する。輸出量と貿易収支は大幅に縮小し、経済の流動性は失われ、対外債務ばかりが膨らんでいった。国際連盟はチリを「世界で最も世界恐慌の影響に晒された国」と称した。既におよそ130,000名の失業者が生まれていた上、アタカマの硝石鉱山閉鎖を受けて労働者たちは次々と都市部へ流入していった。
1931年8月20日、マヌエル・トゥルッコ・フランサニ副大統領が大統領代行としてフアン・エステバン・モンテーロ大統領から政権を引き継ぎ、大恐慌への対策として公共支出の削減を行った。同月末、ペドロ・ブランケ財務相は軍人を含む全ての公務員の給与を3割削減する旨を発表した。軍部に関しては、前年にも給与1割の削減と賞与の支払い停止が行われていた。軍人たちは困窮し、通貨インフレと全体的な景気後退に伴う購買力低下の中で状況は悪化していった。厳格な階級制度が整っていたチリ海軍でも不満が高まり、士官と下士官兵の間で対立が生じていた。

## 反乱

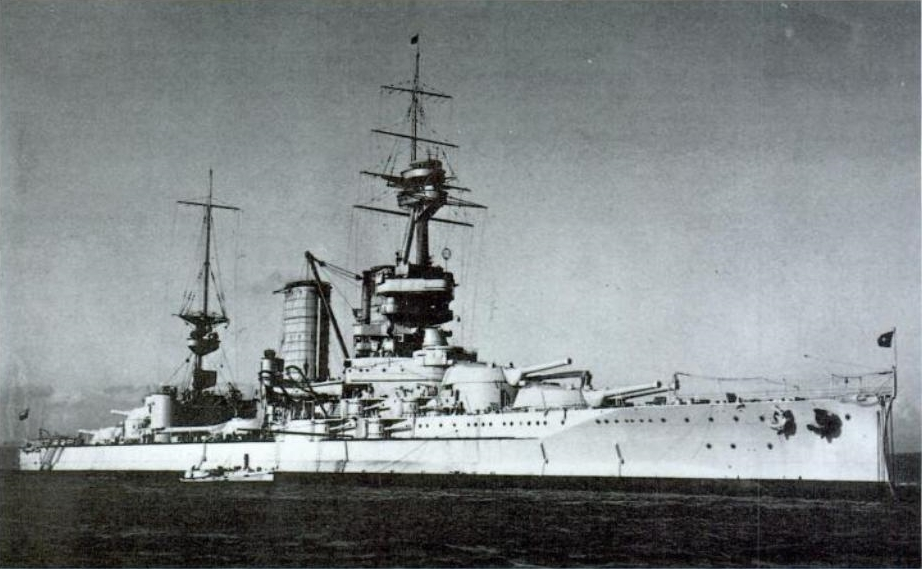
戦艦アルミランテ・ラトーレ

1931年8月31日深夜から9月1日未明、コキンボ港に停泊していた戦艦アルミランテ・ラトーレにて水兵らが反乱を起こした。彼らは艦内の全士官を拘束したうえで船室に監禁した。この動きはすぐさま僚艦にも波及し、コキンボに停泊していた船舶14隻全てが反乱水兵の支配下に置かれた。反乱を主導したエルネスト・ゴンザレス（Ernesto González）兵曹は、政府に対し給与削減の撤回を要求すると共に、この反乱が政治的運動ではない旨を伝えた。
9月3日、反乱はタルカワノ海軍基地まで波及した。基地職員、水兵学校生徒、沿岸砲兵、海軍造船所職員などが反乱に同調し、南部艦隊の船舶26隻を占領した。彼らは士官らを下船させた後、船舶をコキンボに向けて出港させた。また、陸軍アリカ連隊、マイポ連隊など、その他の軍部隊でも同調者が出始めていた。
この時点までに、反乱軍は政府に対する要求に農地改革、産業の「団結」、「富豪」たちによる対外債務の支払いといった項目を加えていた。トゥルッコ副大統領は非常事態を宣言すると共にエドガルド・ヴォン・エスローエデルス提督を派遣して反乱軍の説得に当たらせ、同時に不測の事態に備え陸空軍の態勢を整えさせた。当初、説得は順調に進んでいたが、反乱軍が「この交渉は政府が攻撃準備を整えるまでの時間稼ぎに過ぎない」と疑い始めたことで間もなく決裂した。
説得失敗後、政府は無条件降伏のための最後通牒を突きつけた。反乱軍は「社会革命」を宣言、労働連盟およびチリ共産党との連携を発表した。一方、カルロス・ベルカラ・モンテロ戦争相は、軍部隊を反乱軍拠点の付近に展開させた。

### タルカワノ攻撃
9月5日、ギエルモ・ノボア将軍率いる陸軍部隊（4個連隊、1個砲兵大隊）がタルカワノ海軍基地を襲撃した。15時30分、基地内に停泊していた駆逐艦リベーロスに対する砲撃を皮切りに陸軍の攻撃が始まった。大破したリベーロスはキリキナ島まで撤退して負傷者および死者を下船させた。9月6日、陸軍がタルカワノ海軍基地を制圧した。両軍の戦死者数は不明だが、比較的少数と考えられている。

### コキンボ攻撃

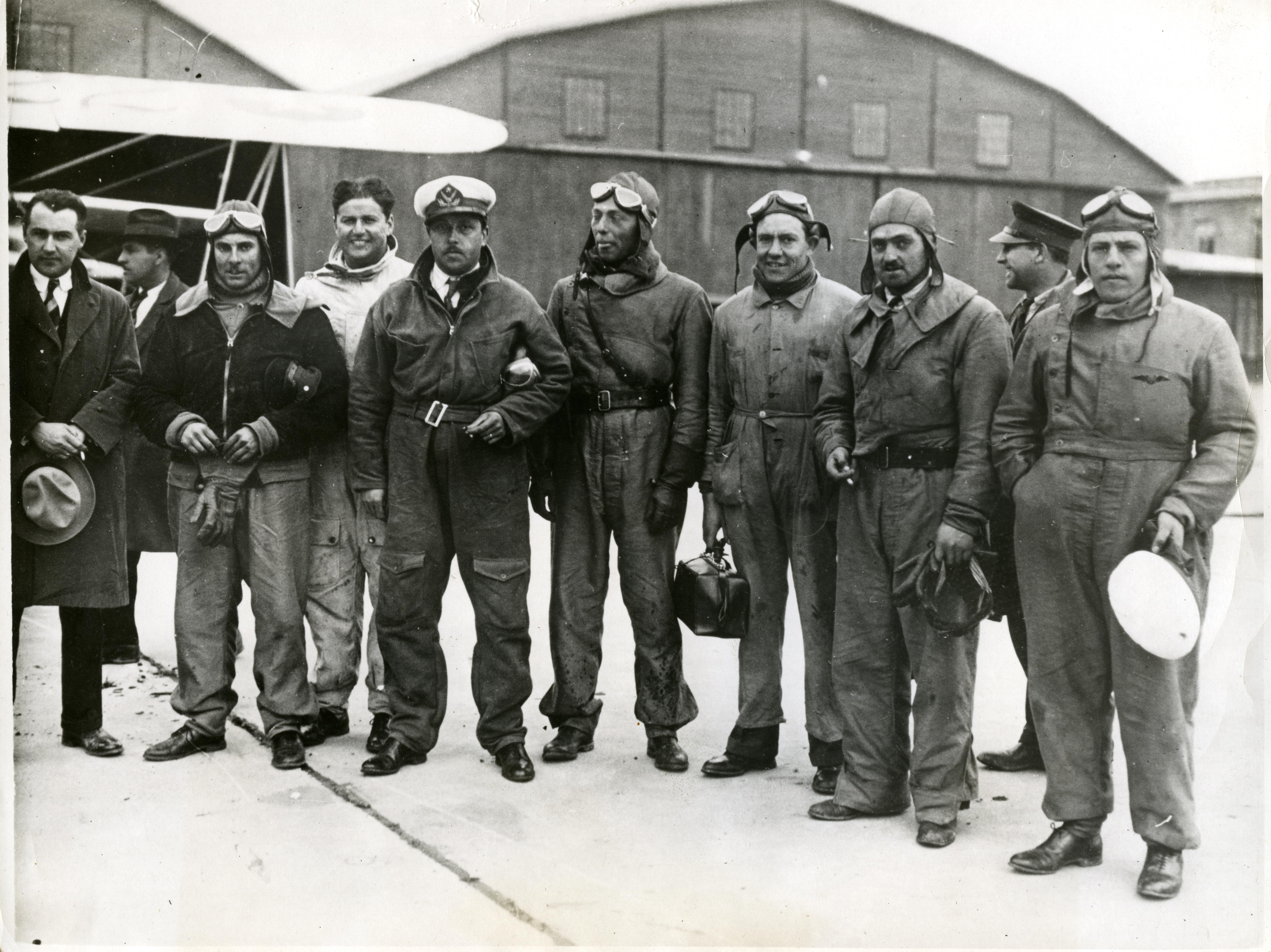
コキンボ爆撃の直前に撮影された飛行士ら

空軍総司令官ラモン・ベルガラ・モンテロ（Ramón Vergara Montero）将軍は、反乱軍の中枢であるコキンボ港からほど近いオバエに航空戦力を結集した。この時集められた戦力は、ユンカース R24重爆撃機2機、カーチス ファルコン軽爆撃機とビッカース ビクセン軽爆撃機あわせて14機、ビッカース・ウィバウト121型戦闘機2機、軽爆撃機として改修され爆装されたフォード 5-AT-C輸送機2機であった。当初、これらの空軍部隊に与えられた任務は南部艦隊を襲撃し、コキンボ港への合流を阻止することであった。南部艦隊は高射砲など有効な防空手段を備えていなかったため容易な任務と考えられていたが、空軍部隊は艦隊を海上で発見することができず、結果として合流を許してしまった。
この失態から空軍そのものの有用性が疑問視されている中、ベルガラ将軍は艦隊に対する空爆を提案し、9月6日17時00分から攻撃が始まった。作戦計画では戦艦アルミランテ・ラトーレに集中爆撃を行うこととされていたが、実際の命中弾は潜水艦キドラに対する1発のみだった。キドラ側では水兵1名が負傷、1名が死亡した。航空機のうち5機が艦隊からの防空射撃に晒され損傷した。全機とも基地帰投を図ったが、損傷の激しかったファルコン爆撃機1機はラ・セレナ付近に墜落した。乗員2名は軽症を負った。

## その後
タルカワノとコキンボに対する攻撃は、反乱軍に要求受け入れの可能性が潰えたことを知らしめた。反乱艦隊はバルパライソに移動した後、無条件降伏を受け入れた。反乱軍に参加した水兵らは軍法会議で裁かれ、短期懲役から死刑まで様々な処分がくだされた。
その後も海軍内では関係者の粛清が続いた。しかし、翌年のチリ社会主義共和国（百日社会主義共和国）成立と共に全ての反乱水兵は特赦を受け、死刑に処された者は1人もいなかった。